# Quai de Grenelle
Quai de Grenelle (Grenellské nábřeží) je nábřeží v Paříži. Nachází se v 15. obvodu.

## Poloha
Nábřeží leží na levém břehu řeky Seiny mezi mosty Bir-Hakeim a Grenelle. Uprostřed nábřeží vede ještě železniční most Rouelle. Quai de Grenelle začíná na náměstí Place des Martyrs-Juifs-du-Vélodrome-d'Hiver, kde na něj proti proudu navazuje Quai Branly a končí na křižovatce s ulicí Rue Linois, odkud dále pokračuje Quai André-Citroën. Podél Seiny se nachází přístav Port de Grenelle.

## Zajímavé stavby
- Front-de-Seine – čtvrť výškových budov ze 70. let